# Euroliga de 2014–15 – Grupo F
Artigo principal Euroliga 2014-2015
Resultados e classificação do Grupo F da Segunda Fase (Top 16) da Euroliga 2014-2015.

## Classificação
| Clube                 | J | V | D | PF  | PC  | Dif |
| --------------------- | - | - | - | --- | --- | --- |
| Olympiacos Piréus     | 4 | 4 | 0 | 300 | 251 | 49  |
| CSKA Moscou           | 4 | 4 | 0 | 362 | 314 | 48  |
| Fenerbahçe Ülker      | 4 | 2 | 2 | 309 | 289 | 20  |
| Nizhny Novgorod       | 4 | 2 | 2 | 322 | 289 | 14  |
| Anadolu Efes          | 4 | 2 | 2 | 305 | 324 | -19 |
| Laboral Kutxa Vitoria | 4 | 1 | 3 | 302 | 321 | -19 |
| EA7 Emporio Armani    | 4 | 1 | 3 | 272 | 319 | -47 |
| Unicaja Malaga        | 4 | 0 | 4 | 282 | 328 | -46 |

## Resultados
Todos os jogos seguem o Horário da Europa Central.

### 1ª Rodada
| 2 de Janeiro de 2015 19:00 | Relatório | Fenerbahçe Ülker                                        | 81–84 | CSKA Moscou                                                      | OT | Ülker Sports Arena, Istambul Público: 12.713 Árbitros: Dani Hierrezuelo (ESP), Miguel Perez Perez (ESP), Damir Javor (SLO) |  |
| 2 de Janeiro de 2015 19:00 | Relatório | Placar por quarto: 25–28, 17–17, 17–16, 15–13, OT: 7–10 |       |                                                                  | OT | Ülker Sports Arena, Istambul Público: 12.713 Árbitros: Dani Hierrezuelo (ESP), Miguel Perez Perez (ESP), Damir Javor (SLO) |  |
| 2 de Janeiro de 2015 19:00 | Relatório | Pts: Goudelock 19 Rbts: Bjelica 11 Asts: Zisis 6        |       | Pts: Hines,Weems 13 Rbts: Vorontsevich 10 Asts: Teodosić,Weems 6 | OT | Ülker Sports Arena, Istambul Público: 12.713 Árbitros: Dani Hierrezuelo (ESP), Miguel Perez Perez (ESP), Damir Javor (SLO) |  |

| 2 de Janeiro de 2015 21:00 | Relatório | Unicaja Málaga                                              | 61–69 | Olympiacos Piraeus                               |  | Martín Carpena, Málaga Público: 8.496 Árbitros: Luigi Lamonica (ITA), Rustu Nuran (TUR), Sergiy Zashchuk (UKR) |  |
| 2 de Janeiro de 2015 21:00 | Relatório | Placar por quarto: 12–14, 17–18, 16–16, 16–21               |       |                                                  |  | Martín Carpena, Málaga Público: 8.496 Árbitros: Luigi Lamonica (ITA), Rustu Nuran (TUR), Sergiy Zashchuk (UKR) |  |
| 2 de Janeiro de 2015 21:00 | Relatório | Pts: Granger 15 Rbts: Vázquez 10 Asts: Granger,Kuzminskas 3 |       | Pts: Hunter 18 Rbts: Hunter 7 Asts: Spanoulis 10 |  | Martín Carpena, Málaga Público: 8.496 Árbitros: Luigi Lamonica (ITA), Rustu Nuran (TUR), Sergiy Zashchuk (UKR) |  |

| 2 de Janeiro de 2015 21:00 | Relatório | EA7 Milano                                           | 59–79 | Nizhny Novgorod                                                  |  | Mediolanum Forum, Milão Público: 8.893 Árbitros: Matej Boltauzer (SLO), Elias Koromilas (GRE), Benjamin Jimenez (ESP) |  |
| 2 de Janeiro de 2015 21:00 | Relatório | Placar por quarto: 16–14, 19–17, 9–28, 15–20         |       |                                                                  |  | Mediolanum Forum, Milão Público: 8.893 Árbitros: Matej Boltauzer (SLO), Elias Koromilas (GRE), Benjamin Jimenez (ESP) |  |
| 2 de Janeiro de 2015 21:00 | Relatório | Pts: Brooks 18 Rbts: James,Hackett 7 Asts: Hackett 6 |       | Pts: Rochestie,Thompkins 19 Rbts: Thompkins 15 Asts: Rochestie 8 |  | Mediolanum Forum, Milão Público: 8.893 Árbitros: Matej Boltauzer (SLO), Elias Koromilas (GRE), Benjamin Jimenez (ESP) |  |

| 2 de Janeiro de 2015 21:00 | Relatório | Laboral Kutxa Vitória                                              | 67–72 | Anadolu Efes Istambul                                           |  | Fernando Buesa Arena, Vitoria-Gasteiz Público: 10.052 Árbitros: Fernando Rocha (POR), Robert Lottermoser (GER), Roberto Chiari (ITA) |  |
| 2 de Janeiro de 2015 21:00 | Relatório | Placar por quarto: 24–16, 17–19, 17–20, 9–17                       |       |                                                                 |  | Fernando Buesa Arena, Vitoria-Gasteiz Público: 10.052 Árbitros: Fernando Rocha (POR), Robert Lottermoser (GER), Roberto Chiari (ITA) |  |
| 2 de Janeiro de 2015 21:00 | Relatório | Pts: Begić 16 Rbts: Shengelia,Begić 7 Asts: Causeur,San Emeterio 3 |       | Pts: Perperoglou 15 Rbts: Šarić 8 Asts: Osman,Korkmaz,Bjelica 3 |  | Fernando Buesa Arena, Vitoria-Gasteiz Público: 10.052 Árbitros: Fernando Rocha (POR), Robert Lottermoser (GER), Roberto Chiari (ITA) |  |

### 2ª Rodada
| 8 de Janeiro de 2015 18:00 | Report | CSKA Moscou                                   | 99–90 | Laboral Kutxa Vitória                       |  | Universal Sports Hall, Moscou Público: 4.715 Árbitros: Sasa Pukl (SLO), Srdan Dozai (CRO), Ersan Kartal (TUR) |  |
| 8 de Janeiro de 2015 18:00 | Report | Placar por quarto: 26–20, 27–16, 18–26, 28–28 |       |                                             |  | Universal Sports Hall, Moscou Público: 4.715 Árbitros: Sasa Pukl (SLO), Srdan Dozai (CRO), Ersan Kartal (TUR) |  |
| 8 de Janeiro de 2015 18:00 | Report | Pts: Weems 22 Rbts: Weems 8 Asts: de Colo 8   |       | Pts: James 19 Rbts: Begić 8 Asts: Causeur 6 |  | Universal Sports Hall, Moscou Público: 4.715 Árbitros: Sasa Pukl (SLO), Srdan Dozai (CRO), Ersan Kartal (TUR) |  |

| 8 de Janeiro de 2015 21:00 | Relatório | Olympiacos Piraeus                                                 | 81–58 | EA7 Milano                                    |  | Estádio da Paz e da Amizade, Piraeus, Atenas Público: 7.500 Árbitros: Ilija Belosevic (SRB), Eddie Viator (FRA), Carlos Cortes (ESP) |  |
| 8 de Janeiro de 2015 21:00 | Relatório | Placar por quarto: 13–18, 26–17, 17–9, 25–14                       |       |                                               |  | Estádio da Paz e da Amizade, Piraeus, Atenas Público: 7.500 Árbitros: Ilija Belosevic (SRB), Eddie Viator (FRA), Carlos Cortes (ESP) |  |
| 8 de Janeiro de 2015 21:00 | Relatório | Pts: Lafayette, Petway 13 Rbts: Dunston, Lojeski 7 Asts: Sloukas 6 |       | Pts: Gentile 12 Rbts: Melli 7 Asts: Hackett 5 |  | Estádio da Paz e da Amizade, Piraeus, Atenas Público: 7.500 Árbitros: Ilija Belosevic (SRB), Eddie Viator (FRA), Carlos Cortes (ESP) |  |

| 9 de Janeiro de 2015 17:30 | Relatório | Nizhny Novgorod                                            | 60–78 | Fenerbahçe Ülker                                           |  | Trade Union Sport Palace, Nizhny Novgorod Público: 3.000 Árbitros: Jose Ramon Garcia Ortiz (ESP), Robert Lottermoser (GER), Anastasios Piloidis (GRE) |  |
| 9 de Janeiro de 2015 17:30 | Relatório | Placar por quarto: 19–20, 17–18, 15–22, 9–18               |       |                                                            |  | Trade Union Sport Palace, Nizhny Novgorod Público: 3.000 Árbitros: Jose Ramon Garcia Ortiz (ESP), Robert Lottermoser (GER), Anastasios Piloidis (GRE) |  |
| 9 de Janeiro de 2015 17:30 | Relatório | Pts: Kinsey 16 Rbts: Thompkins, Antonov 6 Asts: Khvostov 4 |       | Pts: Goudelock 23 Rbts: Bjelica 10 Asts: Preldžić, Savaş 3 |  | Trade Union Sport Palace, Nizhny Novgorod Público: 3.000 Árbitros: Jose Ramon Garcia Ortiz (ESP), Robert Lottermoser (GER), Anastasios Piloidis (GRE) |  |

| 9 de Janeiro de 2015 19:30 | Relatório | Anadolu Efes Istambul                         | 74–70 | Unicaja Málaga                                                        |  | Abdi İpekçi Arena, Istambul Público: 3.711 Árbitros: Christos Christodoulou (GRE), Carmelo Paternico (ITA), Piotr Pastusiak (POL) |  |
| 9 de Janeiro de 2015 19:30 | Relatório | Placar por quarto: 15–23, 19–26, 23–8, 17–13  |       |                                                                       |  | Abdi İpekçi Arena, Istambul Público: 3.711 Árbitros: Christos Christodoulou (GRE), Carmelo Paternico (ITA), Piotr Pastusiak (POL) |  |
| 9 de Janeiro de 2015 19:30 | Relatório | Pts: Janning 17 Rbts: Draper 5 Asts: Draper 6 |       | Pts: Kuzminskas, Golubović 10 Rbts: Suárez, Vázquez 9 Asts: Toolson 6 |  | Abdi İpekçi Arena, Istambul Público: 3.711 Árbitros: Christos Christodoulou (GRE), Carmelo Paternico (ITA), Piotr Pastusiak (POL) |  |

### 3ª Rodada
| 15 de Janeiro de 2015 19:30 | Relatório | Anadolu Efes Istambul                                   | 69–78 | CSKA Moscou                                                             |  | Abdi İpekçi Arena, Istambul Público: 7.925 Árbitros: Jose Ramon Garcia Ortiz (ESP), Nicola Maestre (FRA), Emilio Perez Pizarro (ESP) |  |
| 15 de Janeiro de 2015 19:30 | Relatório | Placar por quarto: 18–11, 14–23, 19–20, 18–24           |       |                                                                         |  | Abdi İpekçi Arena, Istambul Público: 7.925 Árbitros: Jose Ramon Garcia Ortiz (ESP), Nicola Maestre (FRA), Emilio Perez Pizarro (ESP) |  |
| 15 de Janeiro de 2015 19:30 | Relatório | Pts: Perperoglou 17 Rbts: Perperoglou 7 Asts: Heurtel 8 |       | Pts: De Colo 22 Rbts: De Colo, Vorontsevich 7 Asts: Jackson, Teodosic 4 |  | Abdi İpekçi Arena, Istambul Público: 7.925 Árbitros: Jose Ramon Garcia Ortiz (ESP), Nicola Maestre (FRA), Emilio Perez Pizarro (ESP) |  |

| 16 de Janeiro de 2015 19:00 | Relatório | Fenerbahçe Ülker                                | 68–74 | Olympiacos Piraeus                                |  | Ülker Sports Arena, Istambul Público: 12.918 Árbitros: Borys Ryzhyk (UKR), Fernando Rocha (POR), Carlos Peruga (ESP) |  |
| 16 de Janeiro de 2015 19:00 | Relatório | Placar por quarto: 22–16, 14–27, 16–13, 16–18   |       |                                                   |  | Ülker Sports Arena, Istambul Público: 12.918 Árbitros: Borys Ryzhyk (UKR), Fernando Rocha (POR), Carlos Peruga (ESP) |  |
| 16 de Janeiro de 2015 19:00 | Relatório | Pts: Goudelock 23 Rbts: Bjelica 6 Asts: Zisis 4 |       | Pts: Lojeski 18 Rbts: Lojeski 8 Asts: Spanoulis 6 |  | Ülker Sports Arena, Istambul Público: 12.918 Árbitros: Borys Ryzhyk (UKR), Fernando Rocha (POR), Carlos Peruga (ESP) |  |

| 16 de Janeiro de 2015 20:30 | Relatório | Laboral Kutxa Vitória                          | 81–74 | Nizhny Novgorod                                          |  | Fernando Buesa Arena, Vitoria-Gasteiz Público: 8.926 Árbitros: Grzegorz Ziemblicki (POL), Rustu Nuran (TUR), Tomas Jasevicius (LTU) |  |
| 16 de Janeiro de 2015 20:30 | Relatório | Placar por quarto: 17–18, 14–17, 21–17, 29–22  |       |                                                          |  | Fernando Buesa Arena, Vitoria-Gasteiz Público: 8.926 Árbitros: Grzegorz Ziemblicki (POL), Rustu Nuran (TUR), Tomas Jasevicius (LTU) |  |
| 16 de Janeiro de 2015 20:30 | Relatório | Pts: James 14 Rbts: Iverson 10 Asts: Causeur 3 |       | Pts: Rochestie 24 Rbts: Parakhouski 11 Asts: Rochestie 5 |  | Fernando Buesa Arena, Vitoria-Gasteiz Público: 8.926 Árbitros: Grzegorz Ziemblicki (POL), Rustu Nuran (TUR), Tomas Jasevicius (LTU) |  |

| 16 de Janeiro de 2015 21:00 | Relatório | Unicaja Málaga                                                   | 77–84 | EA7 Milano                                      |  | Martín Carpena, Málaga Público: 5.681 Árbitros: Milivoje Jovcic (SRB), Panagiotis Anastopoulos (GRE), Milija Vojinovic (SRB) |  |
| 16 de Janeiro de 2015 21:00 | Relatório | Placar por quarto: 17–22, 22–16, 22–27, 16–19                    |       |                                                 |  | Martín Carpena, Málaga Público: 5.681 Árbitros: Milivoje Jovcic (SRB), Panagiotis Anastopoulos (GRE), Milija Vojinovic (SRB) |  |
| 16 de Janeiro de 2015 21:00 | Relatório | Pts: Granger, Toolson 13 Rbts: Suárez 10 Asts: Granger, Suárez 4 |       | Pts: Gentile 20 Rbts: Hackett 7 Asts: Ragland 9 |  | Martín Carpena, Málaga Público: 5.681 Árbitros: Milivoje Jovcic (SRB), Panagiotis Anastopoulos (GRE), Milija Vojinovic (SRB) |  |